# Tullius Secundus
Tullius Secundus (sein Praenomen ist nicht bekannt) war ein im 2. Jahrhundert n. Chr. lebender Angehöriger des römischen Ritterstandes (Eques).
Durch ein Militärdiplom, das auf den 16. Dezember 113 datiert ist, ist belegt, dass Secundus 113 Kommandeur der Cohors I Batavorum milliaria civium Romanorum pia fidelis war, die zu diesem Zeitpunkt in der Provinz Pannonia superior stationiert war.